# Jurij Czurbanow
Jurij Michajłowicz Czurbanow (ros. Ю́рий Миха́йлович Чурба́нов, ur. 11 listopada 1936 w Moskwie, zm. 7 października 2013 tamże) – radziecki polityk, generał pułkownik, I zastępca ministra spraw wewnętrznych ZSRR (1980–1983).

## Życiorys
Po ukończeniu szkoły średniej uczył się w szkole rzemieślniczej, w 1957 został instruktorem rejonowego komitetu Komsomołu w Moskwie, w 1961 podjął pracę w organach bezpieczeństwa ZSRR. Był instruktorem ds. Komsomołu Wydziału Politycznego Głównego Zarządu Poprawczych Instytucji Pracy Ministerstwa Spraw Wewnętrznych (MWD) RFSRR, pomocnikiem szefa Wydziału Politycznego Zarządu Poprawczych Instytucji Pracy Zarządu Spraw Wewnętrznych Moskiewskiego Obwodowego Komitetu Wykonawczego, w 1964 ukończył wieczorowo Wydział Filozoficznego Moskiewskiego Uniwersytetu Państwowego, później pracował w aparacie KC Komsomołu. W 1967 wrócił do pracy w MWD ZSRR i został pomocnikiem szefa Wydziału Politycznego Głównego Zarządu Poprawczych Instytucji Pracy Ministerstwa Ochrony Porządku Publicznego ZSRR/MWD ZSRR (1967–1971), w latach 1970–1975 był zastępcą szefa, a w latach 1975–1977 szefem Wydziału Politycznego Głównego Zarządu Spraw Wewnętrznych. W 1972 poślubił córkę Breżniewa Galinę, w latach 1977–1980 był zastępcą ministra spraw wewnętrznych ZSRR, a potem (1980–1983) I zastępcą ministra spraw wewnętrznych ZSRR. W latach 1983–1986 był zastępcą szefa Głównego Zarządu Wojsk Wewnętrznych MWD ZSRR. 5 marca 1976 został wybrany członkiem Centralnej Komisji Rewizyjnej KPZR, a 3 marca 1981 zastępcą członka KC KPZR. Był laureatem Nagrody Państwowej ZSRR. Został odznaczony m.in. Orderem Czerwonego Sztandaru i Orderem Czerwonej Gwiazdy.
W 1986 został zwolniony, 14 stycznia 1987 aresztowany, wykluczony z partii, pozbawiony stopnia i odznaczeń, a 1988 skazany na 12 lat więzienia pod zarzutem nadużywania stanowiska służbowego i przyjęcia łapówek o łącznej kwocie 91 tysięcy rubli. Wyrok odbywał w kolonii karnej w Niżnym Tagile, skąd w 1993 został zwolniony.

## Awanse
- Pułkownik (1971)
- Generał major (1974)
- Generał porucznik (1977)
- Generał pułkownik (1981)